# Otto Werner (Unternehmer)

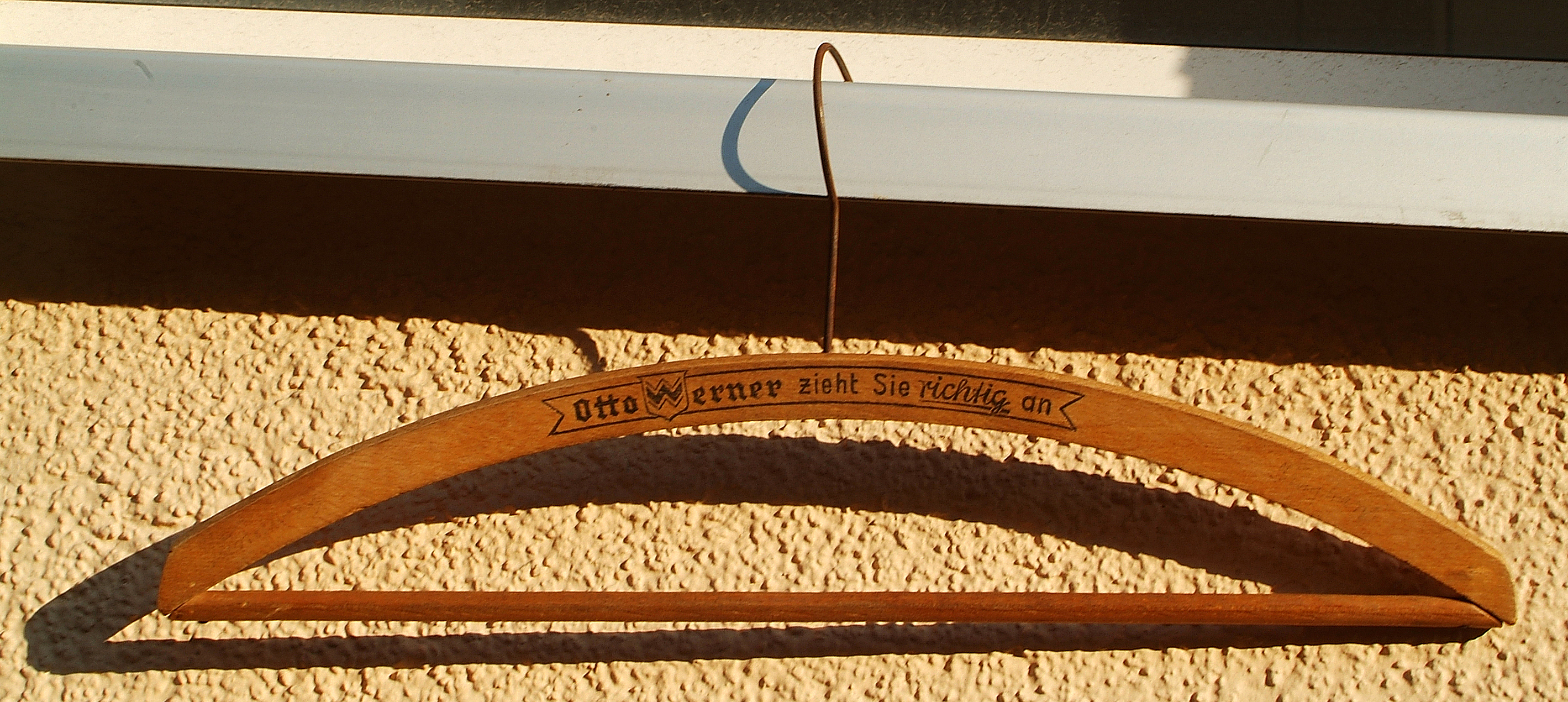
Kleiderbügel mit Firmen-Emblem W und angeschraubtem Hosensteg sowie Aufschrift „Otto Werner zieht Sie richtig an“; 1930er Jahre

Otto Werner (* 11. August 1884 in Hannover; † 12. April 1955 in Ilten) war ein deutscher Unternehmer.

## Leben
Werner übernahm 1932 mit seinem Neffen das in Folge der Weltwirtschaftskrise in Konkurs geratene Modehaus Elsbach & Frank in Hannover. Es gelang ihm, das nun unter dem Namen Bekleidungshaus Otto Werner firmierende Unternehmen zu sanieren. Werner blieb bis zu seinem krankheitsbedingten Rückzug im Jahr 1950 Geschäftsführer. Seinem Neffen Sauerwald. der die Geschäftsführung übernahm, gelang bis zu seinem Ausscheiden im Jahr 1985 der Ausbau auf zwei Bekleidungshäuser und drei Modemärkte mit insgesamt 350 Beschäftigten. 2001 wurde das Unternehmen geschlossen.